# دين مالينكو
دين سيمون (بالإنجليزية: Dean Malenko)‏ (مواليد 4 أغسطس 1960) مصارع محترف أمريكي سابق.

## روابط خارجية
- دين مالينكو على موقع IMDb (الإنجليزية)
- دين مالينكو على موقع قاعدة بيانات الفيلم (الإنجليزية)
- دين مالينكو على موقع دبليو دبليو إي (الإنجليزية)
- دين مالينكو على موقع WrestlingData.com (الإنجليزية)
- دين مالينكو على موقع CageMatch worker (الإنجليزية)
- دين مالينكو على موقع قاعدة بيانات المصارعة على الإنترنت (الإنجليزية)
- دين مالينكو على موقع عالم المصارعة على الإنترنت (الإنجليزية)
- دين مالينكو على موقع عالم المصارعة على الإنترنت (الإنجليزية)